# Universitätsmamsellen

Les Universitätsmamsellen est un groupe de cinq femmes actives académiquement durant les XVIIIe siècle et XIXe siècle en Allemagne. Elles sont toutes filles de professeurs de l'université de Göttingen.

## Composition
- Philippine Engelhard (1756–1831), fille de Johann Christoph Gatterer,
- Caroline Schelling (1763–1809), fille de Johann David Michaelis,
- Thérèse Huber (1764–1829), fille de Christian Gottlob Heyne,
- Meta Forkel-Liebeskind (1765–1853), fille de Rudolf Wedekind et
- Dorothea von Rodde-Schlözer (1770–1825), fille de August Ludwig Schlözer

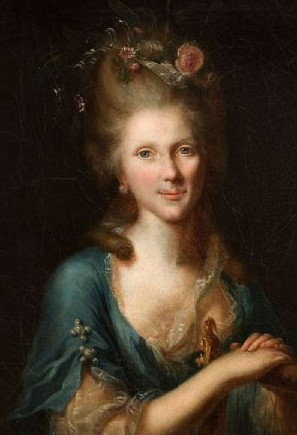
Philippine Engelhard
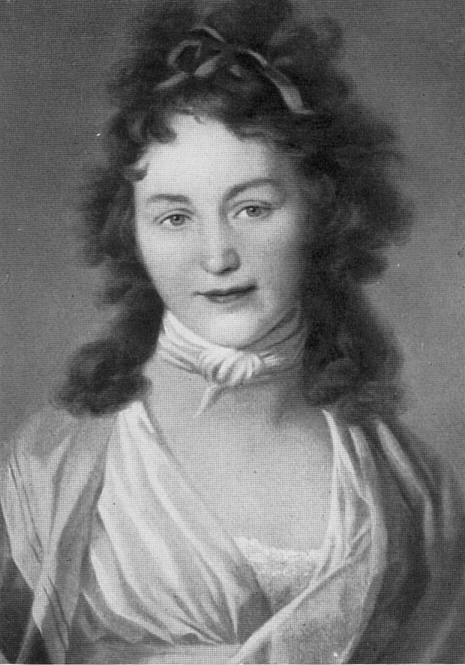
Caroline Schelling
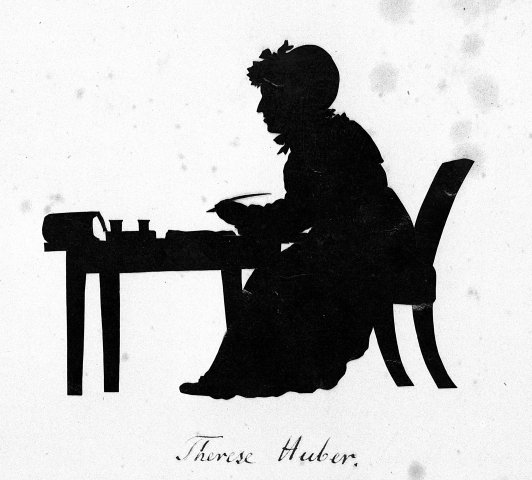
Therese Huber
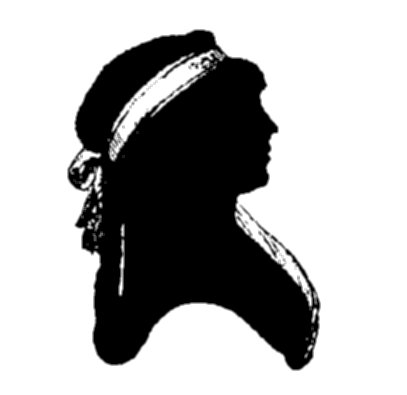
Meta Forkel-Liebeskind
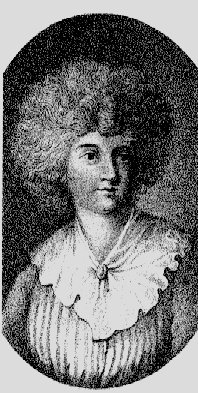
Dorothea Schlözer

## République de Mayence
Trois d'entre elles sont associées au mouvement politique de la République de Mayence, soient Caroline Schelling, Therese Huber et Meta Forkel-Liebeskind.

## Autres sources
- Klaus Harpprecht, Gesa Dane: Die Universitäts-Mamsellen. Fünf Göttinger Damen, die teilweise schön, allesamt reizvoll, begabt und gebildet, gewiss aber so gescheit waren wie die meisten Professoren. Deuerlich, Göttingen 1988.
- Eckart Kleßmann: Universitätsmamsellen. Fünf aufgeklärte Frauen zwischen Rokoko, Revolution und Romantik (= Die Andere Bibliothek. Bd. 281). Eichborn, Frankfurt am Main 2008,  (ISBN 978-3-8218-4588-3).
- Annette Lüchow: „Eine Gans unsrer Stadt“. Die Göttinger „Universitätsmamsellen“. In: Georg Christoph Lichtenberg 1742–1799. Wagnis der Aufklärung. Hanser, München u. a. 1992,  (ISBN 3-446-17040-5), S. 197–201 (Ausstellungskatalog in Darmstadt bzw. Göttingen).